# Tilt Ya Head Back
"Tilt Ya Head Back" (en español: "Inclina tu cabeza hacia atrás") es un sencillo del álbum Sweat de Nelly, lanzado durante el tercer cuarto del 2004. La canción cuenta con la colaboración vocal de Christina Aguilera. 
A principio se tenía planeado que en la canción participase Britney Spears, pero esta rechazó el proyecto y se eligió a Christina Aguilera por la capacidad vocal. Tiempo después, por parte de Nelly se dejó de promocionar la canción porque no se sentía seguro con esta y el trabajo final del álbum.
A pesar de la canción sólo alcanzando el puesto número 58 en el Billboard Hot 100 en los Estados Unidos, y logró vender más de 500 000 descargas digitales y fue certificado con disco de oro en dicho país. Por otra parte, alcanzó el top diez en países como Australia, Nueva Zelanda, Reino Unido y Dinamarca con 5, 4, 5 y 8 respectivamente. Y recibió disco de platino por las ventas de 70 000 copias en Australia.
El vídeo musical fue dirigido por Little X con temática de los años 40. Actualmente se encuentra en el sitio web de VEVO oficial de Nelly en Youtube. La canción cuenta con influencias pop y R&B. Nelly y Christina se presentaron en vivo interpretando esta canción en los MTV Video Music Awards del 2004. En el programa de televisión estadounidense, Dacing With The Starts, temporada 7, Cody Linley y Julianne Hough bailó Cha-Cha-Cha para la canción.

## Antecedentes
El productor de la canción confirmó que estaba destinado originalmente para Nelly y Britney Spears, pero el sello discográfico Jive Records donde forma parte Spears rechazó la idea, porque pensaban que la canción era "muy urbano", a pesar de que Spears quería hacerlo. La segunda opción era Christina Aguilera, quien grabó la canción con Nelly en 2004. "Tilt Ya Head Back" fue escrito por Nelly, Dorian Moore, Tegemold Newton y Curtis Mayfield y producido por Doe Mo 'Beats para Mo' Beats / Derrty Ent. Fue producido por Doe para Derrty Ent quien también produjo la canción de Nelly titulada "My Place". La canción contiene samples de la canción "Superfly" de Curtis Mayfield. El vídeo musical fue dirigido por pequeños X Rango vocal de Christina. Y cinturones notas de la canción: "C5" (larga nota 03:20), "F5" (02:55).

## Presentaciones en vivo
La canción cuenta con influencias pop y R&B. Nelly y Christina se presentaron en vivo interpretando esta canción en los MTV Video Music Awards del 2004 (la única ocasión que la han cantado en vivo).

## Vídeo musical
El vídeo musical fue dirigido por Director X. La atención se centra en un coche en marcha que conduce Nelly con copiloto a Aguilera cantando mientras está dentro de un hotel. Nelly sale de su coche y entra en una zona de recepción, donde se ve a Aguilera caminando por las escaleras. Intercambian miradas luego se aleja. Aguilera es luego cantando y retorciéndose en una silla. Más tarde, Aguilera se muestra entonces en un traje de canto azul. Continúa como Nelly, mientras que otra distracción espectador mira una televisión mostrando Aguilera y ellos líneas alternas. Nelly monta un taxi que sostiene billetes y relojes de su actuación. El vídeo concluye que la policía aparece para detener a los dos. Sin embargo, escapan y se van en un coche.

## Comercial
En un principio, se esperaba que la canción para ser un gran éxito para ambos, Nelly y Aguilera, ya que se centra bien en el pop-urbano y formatos rítmica. Nelly y Aguilera haría bombo hasta el lanzamiento de la canción de su realización en el 2004 en los MTV Video Music Awards (la única vez que la canción fue interpretada en vivo por ambos artistas). Sin embargo, más tarde se reveló que la etiqueta de Nelly estaba inseguro acerca de este disco, ya que consideraban que Nelly y Aguilera eclipsado en su propio registro y por lo tanto no se le dio un gran impulso o cualquier otra promoción por el sello discográfico. El vídeo de la canción ya había recibido un disparo antes de la etiqueta de Nelly decidió cambiar su promoción a otra canción de Nelly que había estado recibiendo mayor atención, "Over and Over", un dueto con Tim McGraw de su traje álbum. Esa pista comenzó a recibir grandes cantidades de Airplay y podría eclipsar el lanzamiento de "Tilt Ya Head Back".
A pesar de la canción sólo alcanzando el puesto número 58 en el Billboard Hot 100 en los Estados Unidos, y logró vender más de 500 000 descargas digitales y fue certificado con disco de oro en dicho país. Por otra parte, alcanzó el top diez en países como Australia, Nueva Zelanda, Reino Unido y Dinamarca con 5, 4, 5 y 8 respectivamente. Y recibió disco de platino por las ventas de 70 000 copias en Australia.

## Uso de la canción
En el programa de televisión estadounidense, Dacing With The Starts, temporada 7, Cody Linley y Julianne Hough bailó Cha-Cha-Cha para la canción.

## Posiciones
| América        |                                 |    |
| Estados Unidos | Billboard Hot 100               | 58 |
| Estados Unidos | Top 40 Tracks                   | 28 |
| Estados Unidos | Top 40 Mainstream               | 26 |
| Estados Unidos | Rhythmic Top 40                 | 38 |
| Canadá         | Canadian Singles Chart          | 27 |
| Europa         |                                 |    |
| Alemania       | German Singles Chart            | 27 |
| Austria        | Austrian Singles Chart          | 42 |
| Bélgica        | Belgium-Flanders Singles        | 11 |
| Dinamarca      | Denmark Singles Chart           | 8  |
| Finlandia      | Finland Singles Chart           | 16 |
| Irlanda        | Ireland Singles Chart           | 12 |
| Países Bajos   | Mega Top 50                     | 19 |
| Reino Unido    | UK Singles Chart                | 5  |
| Suiza          | Switzerland Singles Chart       | 16 |
| Oceanía        |                                 |    |
| Australia      | Australia ARIA Singles Chart    | 5  |
| Nueva Zelanda  | New Zealand RIANZ Singles Chart | 4  |

### Anuales
| Año (2004)                  | Posición de fin de año |
| --------------------------- | ---------------------- |
| Australian Top 100 Year-End | 86                     |
| Ireland Top 20 Year-End     | 92                     |

## Certificaciones
| América        |                |      |         |         |
| Estados Unidos | Estados Unidos | RIAA | 500.000 | Oro     |
| Oceanía        |                |      |         |         |
| Australia      | Australia      | ARIA | 70.000  | Platino |